# 可立拍
可立拍，是苹果公司开发的iOS影片剪輯軟體，于2017年3月21日发布。用户可以用该应用制作影片，并将影片分享到社交媒体。